# Samuel Bochart

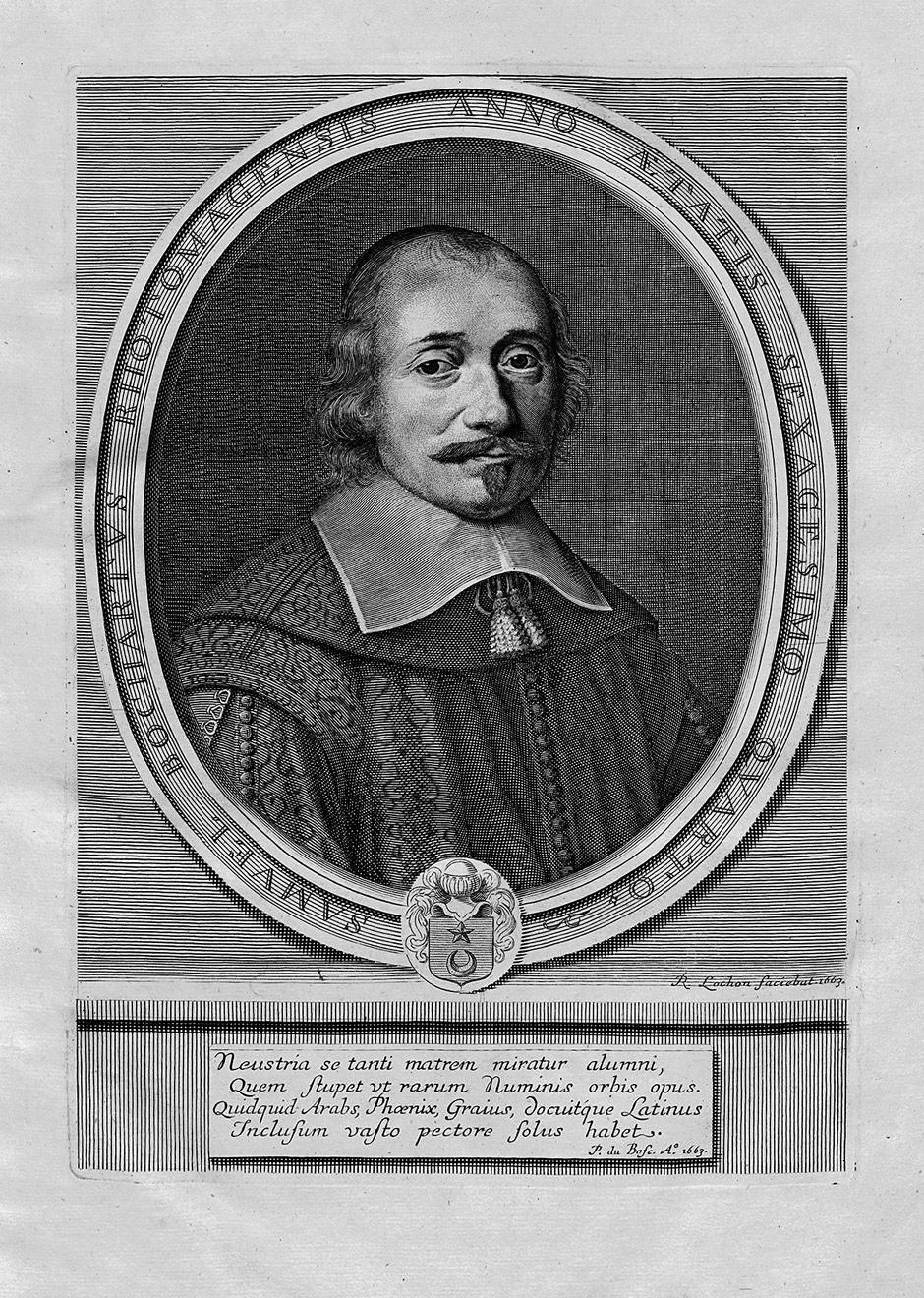
Samuel Bochart. Kopparstick utfört av R. Lochon.

Samuel Bochart, född den 30 maj 1599 i Rouen, död den 16 maj 1667 i Caen, var en fransk orientalist.
Bochart var reformert kyrkoherde i Caen och utgav 1646–1651 arbetet Geographia sacra, som tillskyndade honom bland andra utmärkelser en inbjudan från drottning Kristina att komma till Sverige. Han anlände till Stockholm 1652 och tillbringade här ett år, varefter han blev professor i Caen. Hans arbete De animalibus scripturæ sanctæ (1663; ny upplaga i 3 band 1793–1796) värderades mycket av Cuvier.